# El Paisnal
El Paisnal é um município localizado no departamento de San Salvador, em El Salvador.